# Английское топонимическое общество
Английское топонимическое общество (англ. English Place-Name Society, EPNS) — британское научное общество, занимающееся исследованиями топонимов Англии. Члены общества занимаются происхождением и историей английских топонимов, их структурных элементов и факторов формирования (таких как языки происхождения топонимов — древнеанглийский, валлийский, датский, корнский, топография, геология, экология, история и культура Англии и т. д.).

## История
В 1922 году профессор Аллен Моуэр выступил в Британской академии с докладом об исследовании английских топонимов. Его сообщение вызывало большой интерес, топонимическая тематика получила организационную и финансовую поддержку Академии, благодаря чему Моуэр в следующем году создал общество, состоящее из заинтересованных лиц, разработал его устав и определил направления деятельности. Штаб-квартира Общества сначала располагалась в Ливерпульском университете, где Моуэр был профессором английского языка. С 1924 года Моуэр совместно с Эйлин Армстронг начали выпуск ежегодника Общества, а также редактировали ежегодники по топонимическим исследованиям графств Англии. С 1929 года в эту работу включился Дж. Б. Гувер в качестве заместителя редактора.
В 1929 году А.Моуэр был назначен проректором университетского колледжа Лондона, в связи с чем штаб-квартира Общества переместилась в Лондон. Во время Второй мировой войны Общество ненадолго переместилось в университет Аберистуита (Уэльс), а затем в Станстед-Бери на границе графств Хартфордшир и Эссекс. В 1942 года Моуэр умер, и руководство Обществом перешло к президенту Королевского исторического общества сэру Фрэнку Стентону, и Общество переехало в университет Рединга (Беркшир), где размещалось до 1946 года. С 1946 по 1951 годы Общество возглавлял Брюс Дикинс, профессор древнеанглийского языка из Кембриджа, при нём Общество переехало в Кембриджский университет, а мисс Маргарет Мидгли (впоследствии — доктор Маргарет Джеллинг) была назначена заместителем по науке.
В 1951 году, когда Общество возглавил профессор Альбер Хью Смит, Общество вновь переместилось в Университетский колледж в Лондоне, и Маргарет Мидгли продолжала исследования там до 1953 года. А.Смит выпустил два новых тома «Элементов» и ещё 14 томов исследований топонимов графств Англии. После смерти Смита в 1967 году Общество возглавил профессор Кеннет Камерон, а офисы Общества разместились одновременно в Лондоне и Ноттингемском университете, который предоставил для пользования свою библиотеку и архивы, а также услуги секретаря. В 1972 году Общество полностью переехало в Ноттингемский университет, где расположилось в Центре изучения топонимов. С 1993 по 2002 годы Общество возглавлял Виктор Уоттс, после смерти Уоттса Общество возглавил профессор Ричард Коутс.
В настоящее время президентом общества является профессор Джудит Джеч.
Общество постоянно пользуется поддержкой Британской академии.

## Публикации
С 1969 года Общество издаёт ежегодный журнал, в котором публикуются эссе по различным направлениям топонимики.
К 2018 году Общество опубликовало 91 том исследований топонимов графств Англии, предназначенных главным образом для учёных и студентов, ряд книг и буклетов по топонимике, структурированных по регионам или по категориям, а также ряд топонимических словарей, предназначенных главным образом для непрофессиональной аудитории. Публикации Общества охватывают топонимию большинство английских графств, хотя ранее вышедшие тома тома не столь подробны, как более поздние. С 1960-х годов произошли изменения в интерпретации некоторых географических названий в результате археологических исследований и детального сопоставления распределений типов топонимов, считавшихся древнеанглийскими. В частности, исследования Кеннета Джексона позволяют интерпретировать как кельтские ряд топонимов, ранее считавшихся древнеанглийскими.
Материал Общества легли в основу Кембриджского словаря английских топонимов (англ. The Cambridge Dictionary of English Place-Names), вышедшего в 2004 году. Общество начинает публиковать новую серию буклетов о формантах английских топонимов.
В 2016 году Общество опубликовало первый том издания «Популярная серия», посвящённый топонимам графства Суффолк.